# Артур Жорже (футболіст, 1972)
Артур Жорже Торреш Гомеш Араужу Аморім (порт. Artur Jorge Torres Gomes Araújo Amorim, нар. 1 січня 1972, Брага) — португальський футболіст, що грав на позиції захисника. По завершенні ігрової кар'єри — тренер. Найбільш відомий роботою з «Ботафогу», з якимс тав чемпіоном Бразилії та володарем Кубка Лібертадорес. З 2025 року очолює тренерський штаб команди «Ер-Раян».

## Ігрова кар'єра
Народився 1 січня 1972 року в місті Брага. Вихованець «Браги». У дорослому футболі дебютував 1991 року виступами за резервну команду «Брага Б», в якій провів один сезон, взявши участь у 30 матчах чемпіонату.
29 листопада 1992 року він дебютував за першу команду у Прімейрі, вийшовши на заміну на останніх хвилинах домашньої гри проти «Белененсеша» (2:1) і поступово став основним гравцем. 24 травня 1998 року він був капітаном «Браги» у фіналі Кубка Португалії, де команда Жорже зазнала поразки від «Порту» з рахунком 1:3. Загалом відіграв за клуб з Браги наступні дванадцять сезонів своєї ігрової кар'єри.
Завершив ігрову кар'єру у команді «Пенафіел», за яку виступав протягом сезону 2004/05 років, але зіграв лише один матч чемпіонату.

## Кар'єра тренера
Розпочав тренерську кар'єру, повернувшись до футболу після невеликої перерви, 2009 року, очоливши тренерський штаб клубу «Фамалікан», де пропрацював з 2009 по 2010 рік. 
2010 року став головним тренером юнацької команди «Браги», привівши її до 2-го та 3-го місць у юніорському чемпіонаті Португалії. На початку 2012 року було оголошено, що буде відроджена «Брага Б» і виступатиму у Сегунда-лізі з наступного сезону. Невдовзі після цього Артура Жорже було призначено головним тренером цієї команди, який у своєму дебютному матчі 11 серпня зіграв унічию 2:2 з «Бенфікою Б». Він пішов у відставку 16 жовтня, набравши лише п'ять очок і не здобувши жодної перемоги в дев'яти іграх.
Надалі очолював нижчолігові португальські клуби і «Тірсенсі» та «Ліміанос», а 2017 року повернувся до тренерської роботи з молодіжних команд «Браги». 1 липня 2020 року, коли головний тренер першої команди Куштодіу пішов у відставку, Жорже став тимчасовим головним тренером основної команди за п'ять турів до кінця сезону. Через три дні у своєму дебютному матчі він переміг «Авеш» з рахунком 4:0 вдома, а в підсумку забезпечив команді третє місце у чемпіонаті, здобувши перемогу з рахунком 2:1 в останньому турі над чемпіонами «Порту». Невдовзі після цього його було призначено головним тренером команди до 23 років, де провів сезон 2020/21, після чого 16 червня 2021 року Артур Жорже повернувся до роботи з «Брагою Б». 
18 травня 2022 року Артур Жорже було призначено головним тренером після відходу Карлуша Карвальяла. У дебютному ж сезоні він привів команду до найкращого результату клубу в історії за очками (78), перемогами (25) та голами (75), завдяки чому «Брага» посіла третє місце, повернувшись до Ліги чемпіонів УЄФА вперше за 11 років. Крім того,  його команда дійшла до фіналу національного кубка, де 4 червня програла «Порту». Наступного сезону його команда виграла Кубок португальської ліги, перемігши у фіналі «Ештуріл-Праю» по пенальті.
3 квітня 2024 року Артур Жорже став головним тренером бразильського «Ботафогу», яке заплатило за фахівця 2 мільйони євро (близько 10,9 мільйона реалів). 30 листопада 2024 року він привів свою команду до перемоги в Кубку Лібертадорес, перемігши у фіналі «Атлетіку Мінейру» з рахунком 3:1, незважаючи на те, що його підопічні грали понад 90 хвилин вдесятьох після вилучення Грегоре вже на першій хвилині. Наступного місяця він приніс клубу з Ріо їхній третій титул чемпіона Бразилії в історії клубу. 3 січня 2025 року «Ботафого» несподіваного оголосив про відхід Артура Жорже за взаємною згодою, хоча у клубу контракт з португальським фахівцем тривав ще один рік.
4 січня 2025 року Артур Жорже був призначений головним тренером катарського «Ер-Раяна».

## Титули і досягнення

### Як тренера
- Володар Кубка португальської ліги (1):

«Брага»: 2023/24
- Чемпіон Бразилії (1):

«Ботафогу»: 2024
- Володар Кубка Лібертадорес (1):

«Ботафогу»: 2024